# Сафсафа (Тартус)
Сафсафа (араб. الصفصافة) — місто в Сирії. Знаходиться в провінції Тартус, у районі Тартус. Є центром однойменної нохії. Розташоване на південний схід від міста Тартус.
| Сирія | Це незавершена стаття з географії Сирії. Ви можете допомогти проєкту, виправивши або дописавши її. |